# Queenie Newall
Sybil Fenton Newall (Hare Hill, Littleborough, Rochdale, Gran Manchester, 17 d'octubre de 1854 – Cheltenham, Gloucestershire, 24 de juny de 1929), més coneguda com a Queenie Newall,va ser una arquera anglesa que va guanyar una medalla d'or als Jocs Olímpics de Londres el 1908. Amb 53 anys és la dona més veterana en guanyar una medalla d'or en uns Jocs Olímpics. Membre del Cheltenham Archers club des de 1905, fou tres cops campiona nacional de tir amb arc, el 1911, 1912 i 1914.

## Biografia
Newall va néixer a la casa familiar de Rochdale el 17 d'octubre de 1854. El 1905, juntament amb la seva germana Margaret, es va unir al Cheltenham Archers club. El 1907 va guanyar quatre dels cinc mítings regionals en què participà. El 1908 va prendre part en els Jocs Olímpics de Londres, on va guanyar la medalla d'or en la prova de la doble ronda Nacional del programa de tir amb arc en imposar-se per 46 punts a Lottie Dod. Aquesta victòria convertí a Queenie en la dona més vella en guanyar una medalla olímpica, amb 53 anys i 275 dies.
En el següent Campionat Nacional Newell va ser derrotada per Alice Legh però va guanyar el de 1911, 1912, i 1914. Va continuar practicant el tir amb arc fins ben gran, sent el seu darrer resultat conegut el 1928. Morí a casa seva, a Cheltenham, el 24 de juny de 1929.
Després dels Jocs de 1908 cap altra dona britànica guanyà una medalla en tir amb arc fins que Alison Williamson guanyà el bronze en la prova individual dels Jocs de 2004.